# Prealpi Slovene orientali
Le Prealpi Slovene orientali (in sloveno Vzhodne Slovenske Predalpe - dette anche Monti di Posavje - in sloveno Posavsko hribovje) sono una parte delle Prealpi Slovene. 

## Caratteristiche
Si trovano in Slovenia ad est di Lubiana. Sono divise dal corso del fiume Sava.
Prendono anche il nome di Monti di Posavje. Le Posavje sono una zona storica della Slovenia ad est di Lubiana e percorsa dal fiume Sava. Tale zona va fin quasi al confine con la Croazia.

## Classificazione
La SOIUSA le vede come una sottosezione alpina con la seguente classificazione:
- Grande parte = Alpi Orientali
- Grande settore = Alpi Sud-orientali
- Sezione = Prealpi Slovene
- Sottosezione = Prealpi Slovene orientali
- Codice = II/C-36.II

## Suddivisione
Si suddividono in un supergruppo e tre gruppi:
- Monti di Posavje (A)
  - Monti Nord-occidentali di Posavje (A.1)
  - Monti Nord-orientali di Posavje (A.2)
  - Monti Sud-occidentali di Posavje (A.3)

## Montagne

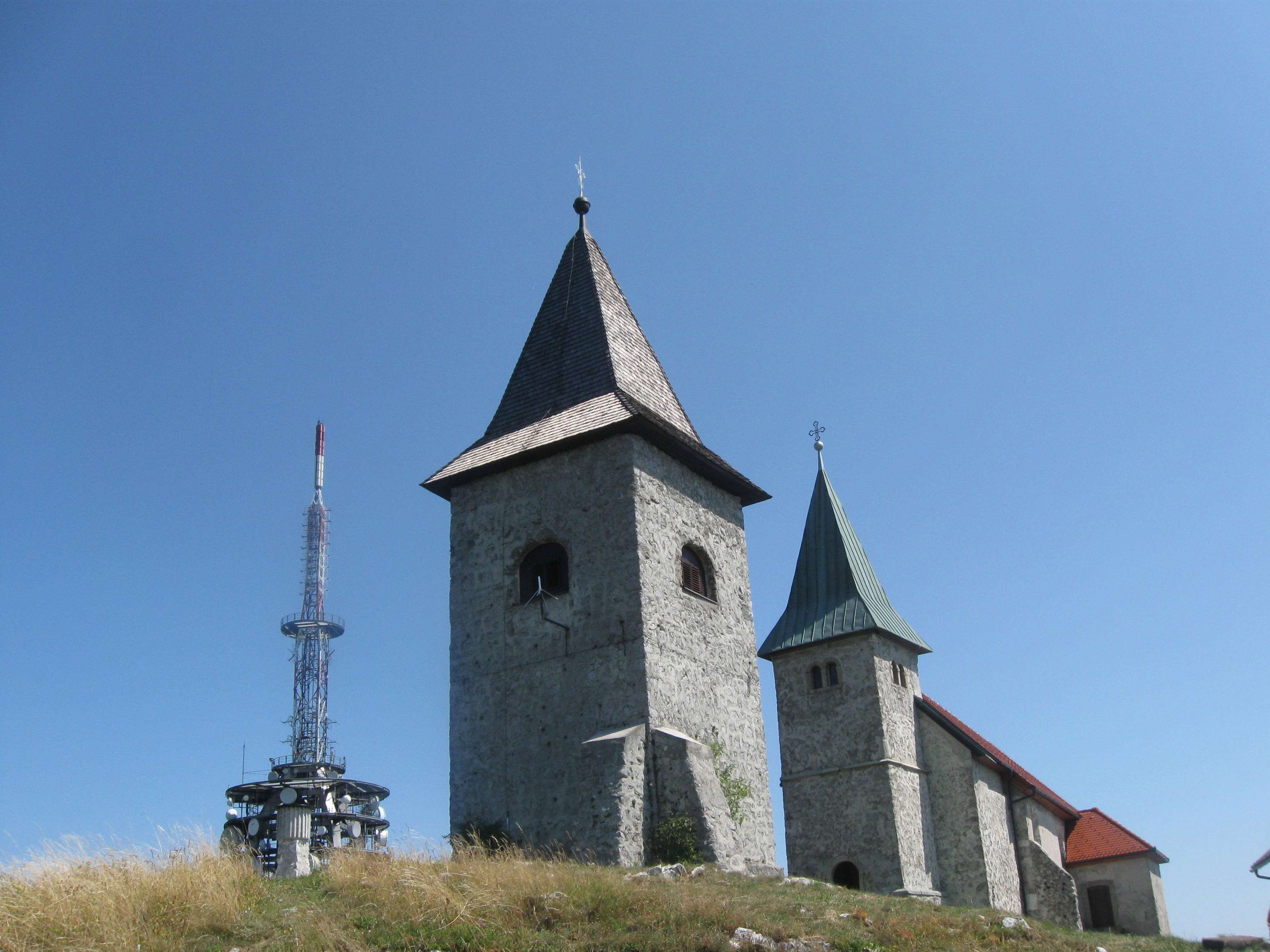
Sommità del Kum.

- Kum - 1.220 m
- Monte Čemšenik - 1.204 m
- Javor - 1.133 m
- Mrzlica - 1.122 m
- Bohor - 1.023 m
- Lisca - 948 m